# 인천공항터미널
인천공항터미널은 인천광역시 중구에 있는 인천국제공항의 버스터미널이다. 시외버스, 고속버스, 시내버스, 광역버스, 공항버스, 공항버스 리무진 등 모두 탑승할 수 있는 터미널이다.
총 2곳의 인천공항 T1(제1여객터미널), T2(제2여객터미널)로 나뉘어 정류장이 배치되어 있다. 제1여객터미널의 경우 공항로 271에 위치하고 있으며, 제2여객터미널의 경우 제2터미널대로 444에 있다.

## 개요
인천공항터미널은 국내 입국 및 출국의 처리 용량 해소를 위해 2018년 1월 18일 이후 2곳으로 분리되어 운영하게 되었다.

### 제1여객터미널
여객터미널 내부에 매표소가 2개소, 외부에 7개소가 있다.
- 내부 매표소 : 여객터미널 1층 (도착층)의 내부 4번, 9번 출구 옆에 위치
- 외부 매표소 : 4번, 6번, 7번, 8번, 11번, 13번 출구 옆 및 9C 정류장 앞

### 제2여객터미널
여객터미널 지하1층 교통센터의 버스터미널에서 승차권을 구입할 수 있다.
- B1,1층,3층과 공항 및 항공사 출퇴근 직원용/화물용 터미널이 별도로 존재한다.

- 매표소/탑승장소 : 인천공항제2터미널역 B1(지하1층)

## 운행 노선
인천공항터미널의 운행 노선은 모두 전국의 모든 광역시도와 직통하는 버스가 있거나, 심야버스 운영하는 구간도 활발하게 연계되어 있다.

### 지방 버스
서울특별시, 경기도, 인천광역시인 수도권 권역을 제외한 지역으로 직통좌석버스, 인천 시내버스, 경기도 버스 광역버스 범위를 벗어난 충청남도, 충청북도, 강원특별자치도 권역권부터의 지역을 의미하며, 대부분 각 지역의 터미널이나 경유지역을 포함한 루트가 잡힌 노선들을 의미한다.
일반적인 수도권의 경우 공항버스형태의 급행버스가 운영하는 과정이 있어 번호 노선을 의미하지만 지방 버스의 경우 운행업체가 운수, 고속버스 단위로 운영된다.

시즌과 시기에 따라서 증편/감소되는 경향이 있으니 반드시 티켓앱을 통해 확인 해야 한다.

### 서울 버스
서울특별시 방향의 정류장으로 운영하는 버스로는 6007, 2008, 6009, 6010, 6011, 6012, 6013, 6014, 6015, 6016, 6017, 6018, 6019, 6020, 6100, 6102, 6103, 6200, 6300, 6600, 6701, 6702, 6703, 6705A, 6705B, N6701, N6703 등이 있다.
| 운행 노선                        | 운행업체   | 운행구간        | 운행구간 | 운행구간         | 경유지 | 배차 간격 (분) | 1터미널 정류장 번호 | 2터미널 정류장 번호 | 1터미널 시간표                          | 2터미널 시간표                          |
| -------------------------------- | ---------- | --------------- | -------- | ---------------- | --- | -------------- | ------------------- | ------------------- | --------------------------------------- | --------------------------------------- |
| 인천국제공항 ↔ 중구 (6001번)     | 공항리무진 | 인천공항2터미널 | ↔        | 토요코인호텔     | 인천공항1터미널, 한강대교북단.LG유필러스(중), 신용산역(중), 삼각지역(중), 숙대입구역(중), 남대문시장.회현역, 명동역4번출구, 충무로역2번출구, 동대문역사문화공원 | 25~30          | 5                   | 29                  | 첫차:05:00(T1 기준) 막차:23:10(T1 기준) | 첫차:05:40(T2 기준) 막차:22:50(T2 기준) |
| 인천국제공항 ↔ 동대문구 (6002번) | 공항리무진 | 인천공항2터미널 | ↔        | 청량리역         | 인천공항1터미널, 합정역(중), 신촌오거리, 광화문(중), 동대문역.흥인지문(중)                                                                                      | 17~40          | 5                   | 30                  | 첫차:05:35(T1 기준) 막차:23:30(T1 기준) | 첫차:05:15(T2 기준) 막차:23:10(T2 기준) |
| 인천국제공항 ↔ 관악구 (6003번)   | 공항리무진 | 인천공항2터미널 | ↔        | 서울대학교       | 인천공항1터미널, 김포공국내선, 강서구의회, 구로역(NC백화점), 롯대백화점 관악점                                                                                  | 25             | 6                   | 24                  | 첫차:05:50(T1 기준) 막차:23:10(T1 기준) | 첫차:05:30(T2 기준) 막차:22:50(T2 기준) |
| 인천국제공항 ↔ 구로구 (6004번)   | 공항리무진 | 인천공항2터미널 | ↔        | 가산디지털단지역 | 인천공항1터미널, KTX광명역6번출구, 금천구청, 디지털단지오거리                                                                                                   | 30~35          | 6                   | 26                  | 첫차:07:10(T1 기준) 막차:22:05(T1 기준) | 첫차:06:50(T2 기준) 막차:22:45(T2 기준) |
| 인천국제공항 ↔ 중구 (6005번)     | 공항리무진 | 인천공항2터미널 | ↔        | 시청.서울신문사  | 인천공항1터미널, 디지털미디어시티역(중), 서대문구청, 독립문역.한성과학고, 경찰청.동북아역사재단(중)                                                             | 75             | 5                   | 31                  | 첫차:07:05(T1 기준) 막차:22:55(T1 기준) | 첫차:06:45(T2 기준) 막차:22:35(T2 기준) |
| 인천국제공항 ↔ 잠실 (6006번)     | 공항리무진 | 인천공항2터미널 | ↔        | 잠실새내역       | 인천공항1터미널, 현대아파트, 청담동주민센터, 잠실종합운동장 | 30~40          | 4                   | 14                  | 첫차:06:20(T1 기준) 막차:23:10(T1 기준) | 첫차:06:00(T2 기준) 막차:22:50(T2 기준) |

### 경기도(수도권)
| 운행 노선                          | 운행업체                   | 운행구간        | 운행구간 | 운행구간            | 경유지 | 배차 간격 (분) | 1터미널 정류장 번호 | 2터미널 정류장 번호 | 1터미널 시간표                           | 2터미널 시간표                           |
| ---------------------------------- | -------------------------- | --------------- | -------- | ------------------- | --- | -------------- | ------------------- | ------------------- | ---------------------------------------- | ---------------------------------------- |
| 인천국제공항 ↔ 고양원당 (3200번)   | 대원고속                   | 인천공항2터미널 | ↔        | 성사고등학교        | 인천공항1터미널, 서정마을, 행신동, 행신초등학교, 샘터마을2단지, 무원마을10단지, 능곡역, 능곡초등학교, 허스아파트, 토당고가, 고양경찰서, 건영아파트, 별빛마을8단지, 화정역, 덕양구청, 덕양단독주택단지, 달빛신안마을, 화정1동주민센터, 고양어울림누리, 성사2동주민센터, 동양쇼핑, 원당래미안아파트 | 15~20          | 9                   | 42                  | 첫차:06:00(T1 기준) 막차:23:30(T1 기준)  | 첫차:05:40(T2 기준) 막차:23:10(T2 기준)  |
| 인천국제공항 ↔ 일산 (3300번)       | 명성운수                   | 인천공항2터미널 | ↔        | 대화동              | 인천공항1터미널, 백석동, 백석역, 알미공원, 마두역, 일산동구청, 일산동부경찰서, 강선마을, 주엽역, 문촌마을, 일산백병원, 대화역 | 18~20          | 9                   | 43                  | 첫차:06:05(T1 기준) 막차:23:35(T1 기준)  | 첫차:05:45(T2 기준) 막차:23:15(T2 기준)  |
| 인천국제공항 ↔ 수원 (4000번)       | 경기공항리무진버스         | 인천공항2터미널 | ↔        | 호텔캐슬            | 인천공항1터미널, 한일타운, 라마다프라자수원 | 15~25          | 8                   | 36                  | 첫차:05:45(T1 기준) 막차:23:15(T1 기준)  | 첫차:05:30(T2 기준) 막차:23:00(T2 기준)  |
| 인천국제공항 ↔ 영통 (4100번)       | 경기공항리무진버스         | 인천공항2터미널 | ↔        | 영통랜드마크호텔    | 인천공항1터미널, 서수원, 수원역, 수원 | 20~30          | 8                   | 36                  | 첫차:07:20(T1 기준) 막차:22:30(T1 기준)  | 첫차:07:05(T2 기준) 막차:22:15(T2 기준)  |
| 인천국제공항 ↔ 영통 (4100번)       | 경기공항리무진버스         | 인천공항2터미널 | ↔        | 영통랜드마크호텔    | 인천공항1터미널, 서수원, 수원역, 수원, 이비스앰버서더수원, 밸류하이엔드호텔 | 10회           | 8                   | 36                  | 첫차:06:55(T1 기준) 막차:22:55(T1 기준)  | 첫차:06:40(T2 기준) 막차:22:40(T2 기준)  |
| 인천국제공항 ↔ 영통 (4100번)       | 경기공항리무진버스         | 인천공항2터미널 | ↔        | 영통랜드마크호텔    | 인천공항1터미널, 서수원, 호매실도서관, 망포역 | 10회           | 8                   | 36                  | 첫차:08:10(T1 기준) 막차:22:15(T1 기준)  | 첫차:07:55(T2 기준) 막차:22:00(T2 기준)  |
| 인천국제공항 ↔ 군포(산본) (4200번) | 경기공항리무진버스         | 인천공항2터미널 | ↔        | 산본                | 인천공항1터미널, 관악역, 범계역 | 15~25          | 8                   | 37                  | 첫차:06:15(T1 기준) 막차:23:15(T1 기준)  | 첫차:06:00(T2 기준) 막차:23:00(T2 기준)  |
| 인천국제공항 ↔ 군포(산본) (4200번) | 경기공항리무진버스         | 인천공항2터미널 | ↔        | 산본                | 인천공항1터미널, 안양역, 범계역 | 15~25          | 8                   | 37                  | 첫차:06:25(T1 기준) 막차:23:00(T1 기준)  | 첫차:06:10(T2 기준) 막차:22:45(T2 기준)  |
| 인천국제공항 ↔ 군포시 (4200-1번)   | 경기공항리무진             | 인천공항2터미널 | ↔        | 군포.산본(공항버스) | 인천공항1터미널, 안양역, 안양.범계(공항버스) | 80~120         | 8                   | 37                  | 첫차:07:05(T1 기준) 막차:21:55(T1 기준)  | 첫차:06:45(T2 기준) 막차:21:35(T2 기준)  |
| 인천국제공항 ↔ 판교 (5000번)       | 경기고속 대원고속          | 인천공항2터미널 | ↔        | 판교(운중동)        | 인천공항1터미널, 시흥하늘휴게소, 판교역, 벌말육교, 판교테크노벨리, 판교박물관, 운중동주민센터 | 60~120         | 9                   | 39                  | 첫차:06:55(T1 기준) 막차:22:30(T1 기준)  | 첫차:06:35(T2 기준) 막차:22:10(T2 기준)  |
| 인천국제공항 ↔ 성남 (5300번)       | 경기고속 대원고속          | 인천공항2터미널 | ↔        | 성남세이브존        | 인천공항1터미널, 서현역, 이매역, 야탑역, 모란역 | 20~40          | 9                   | 39                  | 첫차:05:20(T1 기준) 막차:22:20(T1 기준)  | 첫차:04:50(T2 기준) 막차:22:00(T2 기준)  |
| 인천국제공항 ↔ 분당 (5400번)       | 경기고속 대원고속          | 인천공항2터미널 | ↔        | 단국대학교          | 인천공항1터미널, 서현역, 수내역, 정자역, 미금역, 오리역, 내대지마을 | 20~45          | 9                   | 39                  | 첫차:05:30(T1 기준) 막차:20:35(T1 기준)  | 첫차:05:10(T2 기준) 막차:20:15(T2 기준)  |
| 인천국제공항 ↔ 분당 (5400번)       | 경기고속 대원고속          | 인천공항2터미널 | ↔        | 오리역              | 인천공항1터미널, 서현역, 수내역, 정자역, 미금역 | 20~45          | 9                   | 39                  | 첫차:06:25(T1 기준) 막차:22:45(T1 기준)  | 첫차:06:05(T2 기준) 막차:22:15(T2 기준)  |
| 인천국제공항 ↔ 문산 (5600번)       | 경기고속 대원고속          | 인천공항2터미널 | ↔        | 문산역              | 인천공항1터미널, 숲속길마을7단지, 산내마을6~8단지, 운정광역보건지소, 지산중학교, 한빛마을3~6단지, 한빛마을4~5단지, 한길육교, 가람마을3,4,6단지, 금릉역, 금촌역, 월롱역, LG디스플레이 | 60~80          | 9                   | 41                  | 첫차:06:50(T1 기준) 막차:21:20(T1 기준)  | 첫차:06:30(T2 기준) 막차:21:00(T2 기준)  |
| 인천국제공항 ↔ 광명역 (6770번)     | 코레일네트웍스             | 인천공항2터미널 | ↔        | 광명역              | 인천공항1터미널, 송도국제교 | 20~30          | 8                   | 45                  | 첫차:06:28(T1 기준) 막차:22:38(T1 기준)  | 첫차:06:10(T2 기준) 막차:22:20(T2 기준)  |
| 인천국제공항 ↔ 안산 (7000번)       | 선진고속                   | 인천공항2터미널 | ↔        | 안산                | 인천공항1터미널, 모아아파트(시흥), 시화이마트, 시흥관광호텔, 신길동(안산), 안산역 | 40~50          | 8                   | 38                  | 첫차:06:45(T1 기준) 막차:23:05(T1 기준)  | 첫차:06:25(T2 기준) 막차:22:45(T2 기준)  |
| 인천국제공항 ↔ 부천 (7001번)       | 선진고속                   | 인천공항2터미널 | ↔        | 부천                | 인천공항1터미널, 가스안전공사, 소사역, 부천소방서 | 50~70          | 8                   | 37                  | 첫차:06:55(T1 기준) 막차:22:50(T1 기준)  | 첫차:06:35(T2 기준) 막차:22:30(T2 기준)  |
| 인천국제공항 ↔ 연천 (7100번)       | 경기고속                   | 인천공항2터미널 | ↔        | 연천                | 인천공항1터미널, 산들마을2단지, 경기도북부청사, 양주역, 덕계동, 양주경찰서, 동두천, 지행동, 미2사단정문, 전곡 | 4회            | 10                  | 43                  |                                          |                                          |
| 인천국제공항 ↔ 의정부 (7200번)     | 경기고속                   | 인천공항2터미널 | ↔        | 의정부              | 인천공항1터미널, 송추, 가능3동주민센터, 의정부시청, 덕흥빌딩, 진로백화점, 의정부역, 구 양주군청 | 25~40          | 10                  | 43                  | 첫차:06:55(T1 기준) 막차:23:25(T1 기준)  | 첫차:06:35(T2 기준) 막차:23:05(T2 기준)  |
| 인천국제공항 ↔ 중산지구 (7400번)   | 경기고속                   | 인천공항2터미널 | ↔        | 중산마을10단지      | 인천공항1터미널, 엠블호텔, 킨텍스, 노인복지회관(승리교회), 우방아파트, 풍동, 위시티, 동국대병원, 안곡중학교 | 25~35          | 9                   | 42                  | 첫차:07:20(T1 기준) 막차:22:20(T1 기준)  | 첫차:07:00(T2 기준) 막차:22:00(T2 기준)  |
| 인천국제공항 ↔ 고양동시장 (7500번) | 경기고속                   | 인천공항2터미널 | ↔        | 고양동시장          | 인천공항1터미널, 김포공항, 도래울마을2,3단지, 원흥역, 창릉동주민센터, 고양중학교, 삼송역, 신원마을2,4단지 | 60~90          | 9                   | 42                  | 첫차:08:30(T1 기준) 막차:21:35(T1 기준)  | 첫차:08:10(T2 기준) 막차:21:15(T2 기준)  |
| 인천국제공항 ↔ 포천 (7600번)       | 경기고속                   | 인천공항2터미널 | ↔        | 포천터미널          | 인천공항1터미널, 장암역, 송산1동주민센터, 송양초교, 송우터미널, 대진대학교 | 3회            | 10                  | 43                  | 09:30, 11:30, 19:00                      | 09:10, 11:10, 18:40                      |
| 인천국제공항 ↔ 평택 (8822번)       | 경기고속 대원고속          | 인천공항2터미널 | ↔        | 평택                | 인천공항1터미널, 삼존리, 마도, 남양, 화성시청, 화성새마을회관, 향남(발안), 청북신도시, 안중 | 4회            | 9                   | 41                  | 15:10, 16:10, 19:30, 21:40               | 14:50, 15:50, 19:10, 21:20               |
| 인천국제공항 ↔ 평택 (8822번)       | 경기고속 대원고속          | 인천공항2터미널 | ↔        | 평택                | 인천공항1터미널, 향남(발안), 청북신도시, 안중, 안정리 | 6회            | 9                   | 41                  | 08:30, 10:20, 13:10, 17:10, 18:30, 20:30 | 08:10, 10:00, 12:50, 16:50, 18:10, 20:10 |
| 인천국제공항 ↔ 평택 (8822번)       | 경기고속 대원고속          | 인천공항2터미널 | ↔        | 안중                | 인천공항1터미널, 삼존리, 마도, 남양, 화성시청, 화성새마을회관, 향남(발안), 청북신도시 | 4회            | 9                   | 41                  | 07:50, 09:40, 12:00, 14:30               | 07:30, 09:20, 11:40, 14:10               |
| 인천국제공항 ↔ 이천/여주 (A8829번) | 경기고속 대원고속          | 인천공항2터미널 | ↔        | 이천                | 인천공항1터미널, 김포공항, 한국관광대, 도예촌 | 60             | 8                   | 42                  | 첫차:07:50(T1 기준) 막차:22:50(T1 기준)  | 첫차:07:30(T2 기준) 막차:22:30(T2 기준)  |
| 인천국제공항 ↔ 이천/여주 (A8829번) | 경기고속 대원고속          | 인천공항2터미널 | ↔        | 여주                | 인천공항1터미널, 김포공항, 한국관광대, 도예촌, 이천 | 6회            | 8                   | 42                  | 08:50, 10:50, 13:45, 15:45, 17:50, 19:50 | 08:30, 10:30, 13:25, 15:25, 17:30, 19:30 |
| 인천국제공항 ↔ 안성 (A8834번)      | 경기고속 대원고속          | 인천공항2터미널 | ↔        | 평택                | 인천공항1터미널, 오산, 송탄 | 4회            | 9                   | 41                  | 14:40, 17:00, 20:10, 22:00               | 14:20, 16:40, 19:50, 21:40               |
| 인천국제공항 ↔ 안성 (A8834번)      | 경기고속 대원고속          | 인천공항2터미널 | ↔        | 평택                | 인천공항1터미널, 세교, 오산, 송탄 | 40~60          | 9                   | 41                  | 첫차:07:00(T1 기준) 막차:19:40(T1 기준)  | 첫차:06:40(T2 기준) 막차:19:20(T2 기준)  |
| 인천국제공항 ↔ 안성 (A8834번)      | 경기고속 대원고속          | 인천공항2터미널 | ↔        | 안성                | 인천공항1터미널, 오산, 송탄, 평택, 공도 | 50~80          | 9                   | 41                  | 첫차:07:40(T1 기준) 막차:22:40(T1 기준)  | 첫차:07:20(T2 기준) 막차:22:20(T2 기준)  |
| 인천국제공항 ↔ 동탄 (8835번)       | 경기고속 대원고속 용남고속 | 인천공항2터미널 | ↔        | 동탄(라마다호텔)    | 인천공항1터미널, 봉담, 와우리, 수원대, 융건릉(푸르미르호텔), 안녕동(송산동입구), 병점(주공11단지), 동탄(능동마을), 다은마을(메타폴리스), 신라스테이동탄호텔 | 30~60          | 8                   | 38                  | 첫차:07:10(T1 기준) 막차:22:50(T1 기준)  | 첫차:06:50(T2 기준) 막차:22:30(T2 기준)  |
| 인천국제공항 ↔ 동탄역 (8837번)     | 용남고속 태화상운          | 인천공항2터미널 | ↔        | 동탄역              | 인천공항1터미널, 병점(주공11단지), 동탄(능동마을), 다은마을(메타폴리스), 신라스테이동탄호텔, 동탄(라마다호텔) | 60~90          | 8                   | 38                  | 첫차:06:50(T1 기준) 막차:22:30(T1 기준)  | 첫차:06:30(T2 기준) 막차:22:10(T2 기준)  |
| 인천국제공항 ↔ 경기광주 (8842번)   | 경기고속 대원고속          | 인천공항2터미널 | ↔        | 경기광주            | 인천공항1터미널, 김포공항, 사당역, 남태령역, 정부과천청사역 | 40~80          | 9                   | 41                  | 첫차:07:05(T1 기준) 막차:22:20(T1 기준)  | 첫차:06:45(T2 기준) 막차:22:00(T2 기준)  |
| 인천국제공항 ↔ 마석 (8843번)       | 경기고속 대원고속          | 인천공항2터미널 | ↔        | 마석(원병원)        | 인천공항1터미널, 김포공항, 인창동(건영아파트), 구리, 도농역, 금곡중학교, 평내농협 | 30~60          | 8                   | 44                  | 첫차:07:30(T1 기준) 막차:23:00(T1 기준)  | 첫차:07:10(T2 기준) 막차:22:40(T2 기준)  |
| 인천국제공항 ↔ 광릉내 (8844번)     | 경기고속 대원고속          | 인천공항2터미널 | ↔        | 광릉내(진접)        | 인천공항1터미널, 김포공항, 금강KCC, 신일유토빌, 별내역, 퇴계원(극동아파트), 내각농협, 봉현마을, 진접우체국, 반도유보라, 장현(정광산호아파트), 진접동부센트레빌 | 60~90          | 8                   | 44                  | 첫차:07:25(T1 기준) 막차:22:25(T1 기준)  | 첫차:07:05(T2 기준) 막차:22:05(T2 기준)  |
| 인천국제공항 ↔ 하남 (8848번)       | 경기고속 대원고속          | 인천공항2터미널 | ↔        | 하남                | 인천공항1터미널, 동서울터미널, 미사6,7단지, 미사10단지, 미사14,15단지, 미사28단지, 미사31단지, 풍산초등학교, 덕풍시장, 덕풍시장, 하남시청 | 105            | 8                   | 44                  | 첫차:08:20(T1 기준) 막차:21:40(T1 기준)  | 첫차:08:00(T2 기준) 막차:21:20(T2 기준)  |
| 인천국제공항 ↔ 하남 (8849번)       | 경기고속 대원고속          | 인천공항2터미널 | ↔        | 하남                | 인천공항1터미널, 김포공항, 미사6,7단지, 미사10단지, 미사14,15단지, 미사28단지, 미사31단지, 풍산초등학교, 덕풍시장, 덕풍시장, 하남시청 | 60~100         | 8                   | 44                  | 첫차:05:40(T1 기준) 막차:20:15(T1 기준)  | 첫차:05:20(T2 기준) 막차:19:55(T2 기준)  |
| 인천국제공항 ↔ 용인 (8852번)       | 경남여객                   | 인천공항2터미널 | ↔        | 용인                | 인천공항1터미널, 수원광교박물관, 광교마을, 현대홈타운, 현대성원아파트(수지지역난방공사), 죽전역, 보정역, 연원마을(구성역), 신갈역, 기흥역, 강남대역, 어정역, 동백역(월드메르디앙) | 30~40          | 7                   | 40                  | 첫차:05:50(T1 기준) 막차:23:30(T1 기준)  | 첫차:05:20(T2 기준) 막차:23:00(T2 기준)  |
| 인천국제공항 ↔ 용인 (8857번)       | 경남여객                   | 인천공항2터미널 | ↔        | 용인                | 인천공항1터미널, 광명, 광교중앙역, 영통입구, 신갈, 기흥역, 강남대역, 용인대, 명지대 | 2회            | 7                   | 40                  | 09:30, 19:25                             | 09:00, 18:55                             |
| 인천국제공항 ↔ 민속촌 (8877번)     | 경남여객                   | 인천공항2터미널 | ↔        | 한국민속촌          | 인천공항1터미널, 광교중앙역, 흥덕지구입구, 신갈 | 30~110         | 7                   | 40                  | 첫차:07:00(T1 기준) 막차:23:25(T1 기준)  | 첫차:06:30(T2 기준) 막차:22:55(T2 기준)  |

## 같이 보기
- 인천국제공항(인천공항T1)
- 인천공항1터미널역(인천공항T1역)
- 인천국제공항 제2여객터미널(인천공항T2)
- 인천국제공항 제2여객터미널 - 버스정류장
- 인천공항2터미널역(인천공항T2역)
- 인천공항터미널 지방버스